# Orange County (Vermont)
Orange County ist ein County im Bundesstaat Vermont der Vereinigten Staaten. Der Sitz der Countyverwaltung (County Seat) befindet sich in Chelsea. Das U.S. Census Bureau hat bei der Volkszählung 2020 eine Einwohnerzahl von 29.277 ermittelt.

## Geographie
Das County grenzt im Osten an New Hampshire und hat eine Fläche von 1792 Quadratkilometern, wovon 8 Quadratkilometer Wasserfläche sind. Es grenzt im Uhrzeigersinn an folgende Countys: Caledonia County, Grafton County (New Hampshire), Windsor County, Addison County und Washington County.

## Geschichte
Orange County wurde im Februar 1781 aus Teilen des damals aufgelösten Cumberland County gebildet.

### Historische Okjekte
- In Strafford befindet sich das historische Justin Smith Morrill Homestead. Das Anwesen des US-Senators von Vermont Justin Smith Morrill wurde 1966 vom National Register of Historic Places aufgenommen.[4]

## Demografische Daten
Nach der Volkszählung im Jahr 2000 lebten im County 28.226 Menschen. Es gab 10.936 Haushalte und 7.611 Familien. Die Bevölkerungsdichte betrug 16 Einwohner pro Quadratkilometer. Ethnisch betrachtet setzte sich die Bevölkerung zusammen aus 98,02 % Weißen, 0,24 % Afroamerikanern, 0,27 % amerikanischen Ureinwohnern, 0,35 % Asiaten, 0,04 % Bewohnern aus dem pazifischen Inselraum und 0,13 % Prozent aus anderen ethnischen Gruppen; 0,95 % stammten von zwei oder mehr ethnischen Gruppen ab. 0,58 % der Bevölkerung waren spanischer oder lateinamerikanischer Abstammung.
Von den 10.936 Haushalten hatten 33,40 % Kinder und Jugendliche unter 18 Jahre, die bei ihnen lebten. 56,10 % waren verheiratete, zusammenlebende Paare, 8,90 % waren allein erziehende Mütter. 30,40 % waren keine Familien. 23,40 % waren Singlehaushalte und in 9,20 % lebten Menschen im Alter von 65 Jahren oder darüber. Die Durchschnittshaushaltsgröße betrug 2,52 und die durchschnittliche Familiengröße lag bei 2,97 Personen.
Auf das gesamte County bezogen setzte sich die Bevölkerung zusammen aus 25,60 % Einwohnern unter 18 Jahren, 7,80 % zwischen 18 und 24 Jahren, 28,20 % zwischen 25 und 44 Jahren, 25,60 % zwischen 45 und 64 Jahren und 12,80 % waren 65 Jahre alt oder darüber. Das Durchschnittsalter betrug 39 Jahre. Auf 100 weibliche Personen kamen 99,20 männliche Personen, auf 100 Frauen im Alter ab 18 Jahren kamen statistisch 96,60 Männer.
Das jährliche Durchschnittseinkommen eines Haushalts betrug 39.855 USD, das Durchschnittseinkommen der Familien betrug 45.771 USD. Männer hatten ein Durchschnittseinkommen von 30.679 USD, Frauen 24.144 USD. Das Prokopfeinkommen betrug 18.784 USD. 9,10 % der Bevölkerung und 6,10 % der Familien lebten unterhalb der Armutsgrenze. 11,40 % davon waren unter 18 Jahre und 8,80 % waren 65 Jahre oder älter.

## Städte und Gemeinden
Diese Liste enthält die selbständigen Gemeinden des Countys; in diesem Fall ausschließlich towns. Zusätzlich gibt es in Orange County noch einige mit eigenständigen Rechten versehene Villages, die von den jeweils übergeordneten Towns mitverwaltet werden: Newbury und Wells River. Zudem gibt es für statistische Zwecke die Census-designated placees: Bradford, Fairlee, Randolph und Williamstown sowie die Unincorporated Village North Thetford, Post Mills, South Strafford und West Newbury.
| Ortschaft    | Status | Einwohner (2020) | Gesamte Fläche [km²] | Landfläche [km²] | Bevölkerungsdichte [Einwohner / km²] | Gründung      | Besonderheit |
| ------------ | ------ | ---------------- | -------------------- | ---------------- | ------------------------------------ | ------------- | ------------ |
| Bradford     | town   | 2.790            | 77,4                 | 77,2             | 36,1                                 | 3. Mai 1770   |              |
| Braintree    | town   | 1.207            | 99,3                 | 99,2             | 12,2                                 | 1. Aug. 1781  |              |
| Brookfield   | town   | 1.244            | 107,9                | 107,2            | 11,6                                 | 5. Aug. 1781  |              |
| Chelsea      | town   | 1.233            | 103,4                | 103,4            | 11,9                                 | 4. Aug. 1781  | County Seat  |
| Corinth      | town   | 1.455            | 125,8                | 125,7            | 11,6                                 | 4. Feb. 1764  |              |
| Fairlee      | town   | 988              | 55,0                 | 52,3             | 18,9                                 | 5. Sep. 1761  |              |
| Newbury      | town   | 2.293            | 166,9                | 166,2            | 14,0                                 | 18. Mai 1763  |              |
| Orange       | town   | 1.048            | 101,0                | 100,4            | 10,4                                 | 11. Aug. 1781 |              |
| Randolph     | town   | 4.778            | 124,1                | 124,0            | 38,0                                 | 29. Juni 1781 |              |
| Strafford    | town   | 1.094            | 114,8                | 114,5            | 9,6                                  | 12. Aug. 1761 |              |
| Thetford     | town   | 2.775            | 114,4                | 112,8            | 24,6                                 | 12. Aug. 1761 |              |
| Topsham      | town   | 1.199            | 126,9                | 126,7            | 9,5                                  | 15. Aug. 1763 |              |
| Tunbridge    | town   | 1.337            | 115,9                | 115,9            | 11,5                                 | 3. Sep. 1761  |              |
| Vershire     | town   | 672              | 94,6                 | 94,5             | 7,1                                  | 3. Aug. 1781  |              |
| Washington   | town   | 1.032            | 100,7                | 100,6            | 10,3                                 | 8. Aug. 1781  |              |
| West Fairlee | town   | 621              | 59,1                 | 58,5             | 10,6                                 | 25. Feb. 1797 |              |
| Williamstown | town   | 3515             | 104,5                | 104,1            | 33,8                                 | 9. Aug. 1781  |              |